# Bremsverzögerung
Die Bremsverzögerung ist der Wert der (negativen) Beschleunigung, mit der ein Körper bei einem Abbremsvorgang verlangsamt wird. Oft wird das negative Vorzeichen auch weggelassen, da die Geschwindigkeitsabnahme durch den Kontext klar ist und es wird nur der positive Betrag der Beschleunigung betrachtet. Meist wird die Bremsverzögerung mit der Einheit m/s² angegeben, manchmal erfolgt ihre Angabe in Bruchteilen bzw. Vielfachen der Erdbeschleunigung {\displaystyle g} und sie wird als Abbremsung {\displaystyle z={\frac {a}{g}}} bezeichnet.

## Zusammenhang zwischen Bremsverzögerung und Bremsweg
Beim Bremsen mit konstanter Bremsverzögerung a von einer Anfangsgeschwindigkeit v1 zu einer Endgeschwindigkeit v2 gilt für den Bremsweg:
{\displaystyle s=-{\frac {v_{1}^{2}-v_{2}^{2}}{2\cdot a}}}
Für die Bremsverzögerung gilt entsprechend:
{\displaystyle a=-{\frac {v_{1}^{2}-v_{2}^{2}}{2\cdot s}}}
Beispiel: Startgeschwindigkeit v1 = 20 m/s, Endgeschwindigkeit v2 = 10 m/s, Bremsweg s = 100 m:
{\displaystyle a=-{\frac {(20\,\mathrm {m/s} )^{2}-(10\,\mathrm {m/s} )^{2}}{2\cdot 100\,\mathrm {m} }}=-1{,}5\,\mathrm {\tfrac {m}{s^{2}}} }

## Bedeutung
Die Bremsverzögerung ist ein wichtiges Sicherheitskriterium von Fahrzeugen und Schiffen. Einen kurzen Bremsweg erreicht man, wenn ihr Betrag möglichst hoch ist. Zu hohe Werte können aber auch Gefahren bergen, indem sie beispielsweise bei Zweirädern Stürze auslösen oder beim Wiedereintritt von Raumfahrzeugen eine zu hohe thermische Belastung verursachen.

## Bremsverzögerung bei Straßenfahrzeugen

Bremsverzögerung eines PKW (Renault Clio RS) in Abhängigkeit vom Weg. Die „Längsbeschleunigung“ ist die Bremsverzögerung, angegeben als Vielfache der Erdbeschleunigung g.

Da bei Straßenfahrzeugen die Bremskraft durch den Kraftschluss zwischen Reifen und Fahrbahn bewirkt wird, hängt die maximal mögliche Bremsverzögerung von der Haftgrenze Reifen-Fahrbahn ab. Die tatsächliche Bremsverzögerung liegt etwas unter diesem Wert und wird durch die Wirkung der Bremsen bestimmt. Aus Gründen der Fahrstabilität ist die Bremskraftverteilung so ausgelegt, dass die Vorderachse zuerst die Blockiergrenze erreicht. Wenn die Reifen jedoch blockieren, etwa durch sehr heftiges Betätigen der Bremsen bei einem Fahrzeug ohne ABS, dann beginnt das Fahrzeug über die Fahrbahn zu rutschen. In diesem Fall wird die Bremsverzögerung allein durch die Gleitreibung bestimmt, die in aller Regel deutlich geringer ist als die Haftreibung.
Für die Bremsverzögerung gilt
{\displaystyle |a|\leq {\frac {\text{maximale Bremskraft}}{\text{Fahrzeugmasse}}}={\frac {\mu _{\mathrm {H} }\cdot F_{\mathrm {G} }}{m}}=\mu _{\mathrm {H} }\,g}
mit dem Reibungskoeffizienten {\displaystyle \mu _{\mathrm {H} }} und dem Ortsfaktor {\displaystyle g}.
Anhaltswerte für Beträge der maximalen Bremsverzögerung von Pkw:
- Trockene Asphaltdecke: > 8 m/s²
- Sand: 4–5 m/s²
- Schneebedeckte Fahrbahn: 1–4 m/s²

Die Bremsverzögerung kann bei modernen Sportwagen, selbst wenn das Fahrzeug lediglich durch seine Gewichtskraft gegen die Fahrbahn gedrückt wird, größer als die Erdbeschleunigung {\displaystyle g} (≈ 9,81 m/s²) sein. Durch spezielle Gummimischungen erreicht man im Automobilrennsport Kraftschlussbeiwerte bis zu 1,8, kurzfristig können sogar Spitzenwerte von 5,0 erreicht werden.